# Estemmenosuchidae
Estemmenosuchidés
Famille
Les Estemmenosuchidae (estemmenosuchidés en français) sont une famille fossile et basal de grands thérapsides dinocéphales omnivores qui ont prospéré durant le milieu du Permien. Ils se distinguent par des structures en forme de « cornes », probablement pour la communication animale ou le comportement agonistique. Hormis le genre le plus popularisé, Estemmenosuchus, le reste du groupe est très mal connu. À ce jour, leurs fossiles ne sont connus que de la région de Perm, en Russie.

## Description
Les Estemmenosuchidae sont parmi les tétrapodes les plus distinctifs du Permien. Leur crâne haut et massif est équipé d'un certain nombre de « cornes » faisant saillie à la fois vers le haut et vers l'extérieur, qui ont probablement été utilisées pour la communication intraspécifique. Les incisives et les canines sont grandes, mais celles latérales sont réduites, avec un sommet dentelé, et peuvent avoir aidé à briser le matériel végétal, bien qu'elles soient trop petites pour être d'une grande utilité. Le corps est grand et volumineux, indiquant un grand tube digestif pour digérer des volumes d'aliments végétaux. Leur crâne ressemble superficiellement à celui du Styracocephalus, mais les « cornes » sont formées à partir d'os différents.

## Relations évolutives
Les estemmenosuchidés appartiennent au dinocéphales, un groupe de thérapsides précoces, primitifs mais très diversifié et souvent de grande taille, qui ne sont connus que du Permien moyen. Ils sont cependant beaucoup plus primitifs et non spécialisés que les dinocéphales mieux connus du supergroupe du Karoo (groupe de Beaufort), en Afrique du Sud, et vivaient pour la plupart un peu plus tôt. Il est également inhabituel en ce que, malgré leur nature primitive et leur date d'apparition précoce, qu'ils montrent des adaptations d'herbivores. C'est d'ailleurs pour cette raison qu'il y a deux interprétations principales de leurs relations évolutives avec les autres dinocéphales.
Hopson et Barghusen en 1986, qui ont fourni la première étude cladistique de thérapsides, utilisent le taxon Tapinocephalia pour les dinocéphales herbivores, par opposition à Anteosauria pour les formes carnivores et Ils suggèrent que les estemmenosuchidés appartiennent aux tapinocéphales. Thomas Kemp (1982) et Gillian King (1988) soutiennent plutôt que les estemmenosuchidés sont les dinocéphales parmi les plus basaux, étant plus primitifs que les antéosaures et les tapinocéphales,. Cependant, une révision phylogénétique des dinocéphales mené par Fraser-King et al. en 2019 préfèrent suivre les soupçons de Hopson et Barghusen et propose de placer les estemmenosuchidés au sein des tapinocéphales, bien que cette affirmation soit toujours sujet à débat.

## Succession écologique
Les estemmenosuchidés ont remplacé les caséides tant que mégaherbivores dominants du Wordien, avant d'être eux-mêmes remplacés par les tapinocephalidés durant le Capitanien.

## Liste des genres
Selon GBIF (20 novembre 2023) :
- † Estemmenosuchus Tchudinov, 1960
- † Molybdopygus Tchudinov, 1964
- † Parabradysaurus Efremov, 1954
- † Zopherosuchus Tchudinov, 1983